# Темірбек
Темірбе́к (каз. Темірбек) — село у складі Каратобинського району Західноказахстанської області Казахстану. Входить до складу Суликольського сільського округу.
Населення — 13 осіб (2021; 90 у 2009, 198 у 1999, 277 у 1989).